# اجلاس روسیه و آمریکا ۲۰۲۵
اجلاس روسیه و آمریکا ۲۰۲۵ (انگلیسی: 2025 Russia–United States Summit) (همچنین با نام‌های آلاسکا ۲۰۲۵ یا اجلاس ترامپ-پوتین شناخته می‌شود) نشستی بین دونالد ترامپ رئیس جمهور ایالات متحده و ولادیمیر پوتین رئیس جمهور روسیه بود. این نشست در ۱۵ اوت ۲۰۲۵ در پایگاه شکاری المندورف-ریچاردسن در انکوریج، آلاسکا برگزار شد. موضوع اصلی بحث، جنگ روسیه و اوکراین بود که ترامپ می‌خواهد به آن پایان دهد.
این اولین باری بود که پوتین از زمان دستور حمله تمام عیار روسیه به اوکراین در سال ۲۰۲۲ به یک کشور غربی دعوت می‌شد. در حالی که با حکم بازداشت صادر شده توسط دیوان کیفری بین‌المللی به اتهام جنایات جنگی روبرو است. همچنین این اولین باری بود که دیدار رئیس جمهور روسیه با رئیس جمهور ایالات متحده در مقر نیروهای مسلح ایالات متحده آمریکا برگزار می‌شد. این اولین دیدار بین ترامپ و پوتین از زمان انتخاب مجدد ترامپ در سال ۲۰۲۴ و اولین دیدار بین آنها به عنوان روسای جمهور مستقر از زمان آخرین دیدارشان در سال ۲۰۱۹ در اوساکا بود.
همچنین این اولین دیدار به میزبانی ایالات متحده بین روسای جمهور روسیه و ایالات متحده از سال ۲۰۰۷ بود، که پوتین با جورج دابلیو. بوش در ایالت مین دیدار کرد.

## زمینه

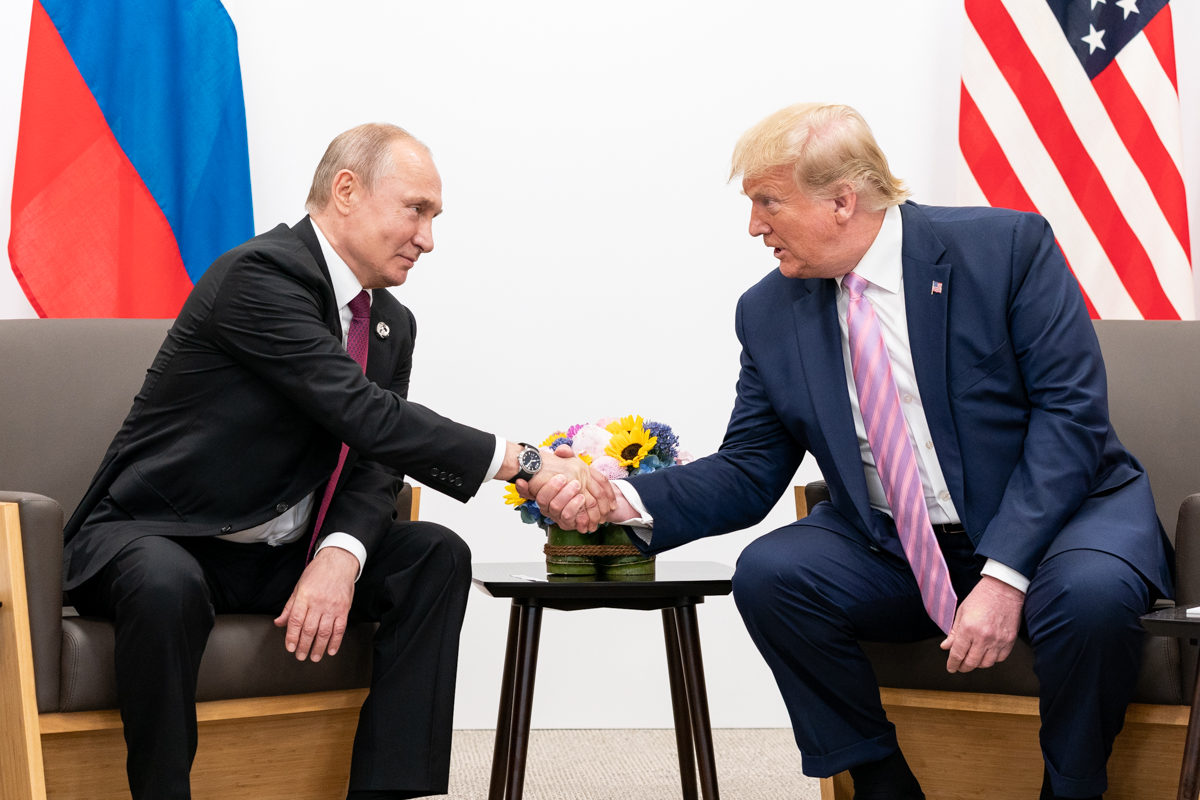
ولادیمیر پوتین رئیس جمهور روسیه و دونالد ترامپ رئیس جمهور آمریکا در اجلاس گروه ۲۰ در اوساکا ژاپن - ژوئن ۲۰۱۹

در فوریه ۲۰۲۲، پوتین دستور حمله روسیه به اوکراین را صادر کرد که مرگبارترین جنگ در اروپا از زمان جنگ جهانی دوم بود. در طول انتخابات ریاست جمهوری دونالد ترامپ در سال ۲۰۲۴، او با وعده پایان دادن به جنگ در اولین روز کاری خود، وارد مبارزات انتخاباتی شد. در ۱۲ فوریه، او یک تماس تلفنی غافلگیرکننده با پوتین برقرار کرد که منجر به مذاکرات بین روسیه و ایالات متحده برای اولین بار از زمان حمله شد. بعداً در همان ماه، مارکو روبیو وزیر امور خارجه ایالات متحده، ملاقات با سرگئی لاوروف وزیر امور خارجه روسیه را در عربستان سعودی که میزبان پوتین بود، آغاز کرد. در ماه‌های بعد، ترامپ از طریق تماس‌های تلفنی به ارتباط با پوتین ادامه داد.
قرار بود پوتین و زلنسکی در ۱۵ مه در استانبول مذاکرات مستقیمی داشته باشند و ترامپ اعلام کرد که او نیز در آنجا خواهد بود. با این حال، پوتین در این نشست شرکت نکرد. ترامپ گفت که معتقد است تنها دلیل عدم حضور پوتین، عدم حضور او در آنجا بوده است و گفت مذاکرات صلح تنها در صورتی امکان‌پذیر است که او و پوتین با هم ملاقات کنند.
ترامپ در ۲۸ مه گفت که ظرف دو هفته خواهد فهمید که آیا پوتین در مورد پایان دادن به جنگ جدی است یا فقط "ما را به بازی می‌گیرد".  در ماه مه، ژوئن و ژوئیه، حملات موشکی و پهپادی روسیه به اوکراین به طرز چشمگیری افزایش یافت. ترامپ در ۲۳ ژوئیه به خبرنگاران گفت: "من به خانه می‌روم، به بانوی اول ایالات متحده می‌گویم: 'می‌دانی، من امروز با ولادیمیر صحبت کردم. ما گفتگوی فوق‌العاده‌ای داشتیم.' و او گفت: 'اوه، واقعاً؟ یک شهر [اوکراینی] دیگر هم مورد اصابت قرار گرفته است. '" پس از آنکه رئیس جمهور ترامپ در تروث سوشال از پوتین انتقاد کرد، کرملین پست‌های او را "احساسی" توصیف کرد.
در ۱۴ ژوئیه، ترامپ اعلام کرد که اگر پوتین ظرف ۵۰ روز با پایان دادن به جنگ موافقت نکند، ایالات متحده تحریم‌های بیشتری علیه روسیه و تعرفه‌های ۱۰۰ درصدی بر کشورهایی که هنوز نفت روسیه را خریداری می‌کنند، اعمال خواهد کرد. در ۲۸ ژوئیه، ترامپ با اشاره به عدم پیشرفت در مذاکرات، اعلام کرد که این مهلت به ۱۰ یا ۱۲ روز کاهش می‌یابد. استیو ویتکوف، فرستاده ویژه ایالات متحده، در ۶ اوت، دو روز قبل از مهلت تعیین شده، با پوتین در مسکو دیدار کرد. پس از این دیدار، ترامپ اظهار داشت که احتمال زیادی وجود دارد که دیداری با پوتین خیلی زود برگزار شود. وقتی مهلت ترامپ در ۸ اوت فرا رسید، ترامپ به جای اعمال تحریم‌ها، اعلام کرد که در ۱۵ اوت میزبان پوتین در آلاسکا خواهد بود.

### تنش‌های هسته‌ای
در ۳۱ ژوئیه ۲۰۲۵، دمیتری مدودف، رئیس جمهور سابق روسیه و معاون رئیس شورای امنیت روسیه، در یک پست تلگرامی به ترامپ در مورد تهدید "دست مرده" هشدار داد و به مکانیسم پرتاب خودکار سلاح‌های هسته‌ای شوروی اشاره کرد. در ۱ اوت، ترامپ در پاسخ به این تهدید، از حرکت دو "زیردریایی هسته‌ای" به سمت روسیه خبر داد.
در ۴ اوت ۲۰۲۵، روسیه اعلام کرد که دیگر خود را ملزم به پیمان منع موشک‌های هسته‌ای میان‌برد ۱۹۸۷ که ایالات متحده در سال ۲۰۱۹ از آن خارج شد، نمی‌داند. روز بعد، یک هواپیمای بوئینگ دارنده کلاهک هسته‌ای با نام دابلیوسی-۱۳۵ کنستانت فونیکس را در نزدیکی شبه جزیره کولا به پرواز در آورد. تحلیلگران گفتند که این پرواز می‌تواند نشان‌دهنده آزمایش قریب‌الوقوع موشک کروز هسته‌ای بوروستنیک 9M730 باشد که قبلاً در استان آرخانگلسک آزمایش شده بود.

### پیش از جلسه
ترامپ در ۷ اوت ۲۰۲۵ گفته بود که نیازی نیست پوتین با ولودیمیر زلنسکی رئیس جمهور اوکراین، دیدار کند. او همچنین گفت که هر دو طرف باید امتیازاتی بدهند. یک منبع کرملین اظهار داشت که روسیه می‌تواند در صورت دریافت شرق اوکراین، جنگ را متوقف کند.
در ۸ اوت، ترامپ در برنامه تروث سوشال اعلام کرد که قصد دارد با پوتین در آلاسکا دیدار کند. یوری اوشاکوف دستیار کرملین، بعداً این مذاکرات را تأیید کرد و گفت که آلاسکا برای محل برگزاری کاملاً منطقی است. آلاسکا ممکن است به دلیل موقعیت مکانی‌اش بین دو پایتخت، عدم مشارکت ایالات متحده در اساسنامه رم برای اجرای حکم دستگیری پوتین توسط دادگاه بین‌المللی کیفری و همچنین به دلیل اهمیت تاریخی آن، از جمله استعمار سابق روسیه، جوامع ارتدکس روسیه و استفاده نظامی از آن در جنگ سرد، انتخاب شده باشد.
در ۱۴ اوت، اوشاکوف اعلام کرد که از طرف روسیه، هیئت شامل: خودش، سرگئی لاوروف وزیر امور خارجه، آندری بلوسوف وزیر دفاع، آنتون سیلوانوف وزیر دارایی و کریل دمیتریف نماینده ویژه رئیس جمهور در امور سرمایه گذاری خارجی و همکاری اقتصادی خواهد بود.
پیش از این اجلاس، پوتین پیشنهاد داد که مذاکرات می‌تواند معاهدات تسلیحات هسته‌ای، مانند تمدید پیمان استارت نو که در فوریه ۲۰۲۶ منقضی می‌شود، را پوشش دهد
اعتراضاتی در طرفداری از اوکراین و علیه ترامپ و پوتین برگزار شد. لاوروف وزیر امور خارجه روسیه، به طرز قابل توجهی با لباس سفید СССР به هتل خود رسید. زیر جلیقه مخصوص هوای سردش، سویشرت پوشیده بود؛ این حرکت توسط گاردین به عنوان یک عمل نه چندان زیرکانه از ترول کردن توصیف شد.

## دیدار ترامپ و پوتین

پوتین در حال پیاده شدن از هواپیما
ترامپ در حال پیاده شدن از هواپیما
استقبال ترامپ از پوتین
خوشامدگویی
پوتین و ترامپ در جریان مذاکرات در محل اجلاس، به همراه هیئت‌های نمایندگی

### ورود
پایگاه شکاری المندورف-ریچاردسن در انکوریج، آلاسکا، محل برگزاری این اجلاس بود که در ۱۵ اوت ۲۰۲۵ برگزار شد. یک فرش قرمز L مانند برای رهبران پهن شد تا به سکویی که با عنوان "آلاسکا ۲۰۲۵" مشخص شده بود و چهار جت جنگنده لاکهید مارتین اف-۲۲ رپتور در کنار آن قرار داشتند، بروند. ترامپ ساعت ۱۰:۲۲ صبح به وقت AKDT در پایگاه شکاری المندورف فرود آمد. کارولین لیویت سخنگوی مطبوعاتی کاخ سفید هنگام فرود اعلام کرد که این جلسه دیگر به صورت تک نفره بین ترامپ و پوتین نخواهد بود، بلکه به صورت سه نفره خواهد بود و مارکو روبیو وزیر امور خارجه و استیو ویتکوففرستاده ویژه ، به رئیس جمهور ترامپ و یوری اوشاکوف، دستیار سیاست خارجی و سرگئی لاوروف وزیر امور خارجه، به رئیس جمهور پوتین خواهند پیوست.
پوتین ساعت ۱۰:۵۵ صبح به وقت AKDT در پایگاه هوایی فرود آمد. هر دو نفر تقریباً ساعت ۱۱:۰۸ صبح به وقت AKDT از هواپیماهای خود پیاده شدند، روی فرش قرمز با هم دست دادند و قبل از اینکه دوباره با هم دست بدهند و برای انتقال به محل ملاقات وارد ماشین ریاست جمهوری شوند، روی سکوی آلاسکا ۲۰۲۵ عکس گرفتند. در حالی که این دو نفر روی سکو ایستاده بودند،جنگده‌های لاکهید مارتین اف-۲۲ رپتور نیروی هوایی ایالات متحده و یک بمب‌افکن رادارگریز نورثروپ بی-۲ اسپیریت بر فراز آنها پرواز می‌کردند. روسیه ۲۴ گزارش داد که ترامپ از پوتین دعوت کرد تا در ماشین به او بپیوندد و پوتین هم پذیرفت و از سوار شدن به لیموزین برنامه‌ریزی شده آئوروس سنات خود اجتناب کرد.

### آغاز جلسه
جلسه تقریباً ساعت ۱۱:۳۲ صبح به وقت آلاسکا آغاز شد. تقریباً ساعت ۱۴:۱۸ نیز به پایان رسید. سپس کنفرانس مطبوعاتی هم با حضور دو رئیس جمهور، تقریباً ساعت ۱۴:۵۸ آغاز شد.

### کنفرانس مطبوعاتی
پوتین در ابتدای کنفرانس مطبوعاتی اذعان کرد که روابط روسیه و ایالات متحده در سال‌های اخیر آسیب دیده و ملاقات بین دو کشور از مدت‌ها پیش به تعویق افتاده بود. پوتین خاطرنشان کرد که مذاکرات در فضایی «محترمانه، سازنده و مبتنی بر احترام متقابل» برگزار شد. ترامپ نیز سخنان خود را با این جمله آغاز کرد که «همیشه رابطه فوق‌العاده‌ای با رئیس جمهور (ولادیمیر) پوتین داشته است» اما «فریب روسیه» مانع این رابطه شده است. پوتین همچنین توافق خود ترامپ مبنی بر لزوم تضمین امنیت اوکراین را به رسمیت شناخت. پس از پایان کنفرانس مطبوعاتی، آتش‌بس مورد توافق قرار نگرفت و هیچ یک از رهبران به سوالات مطبوعات پاسخ ندادند.

## پیامدها

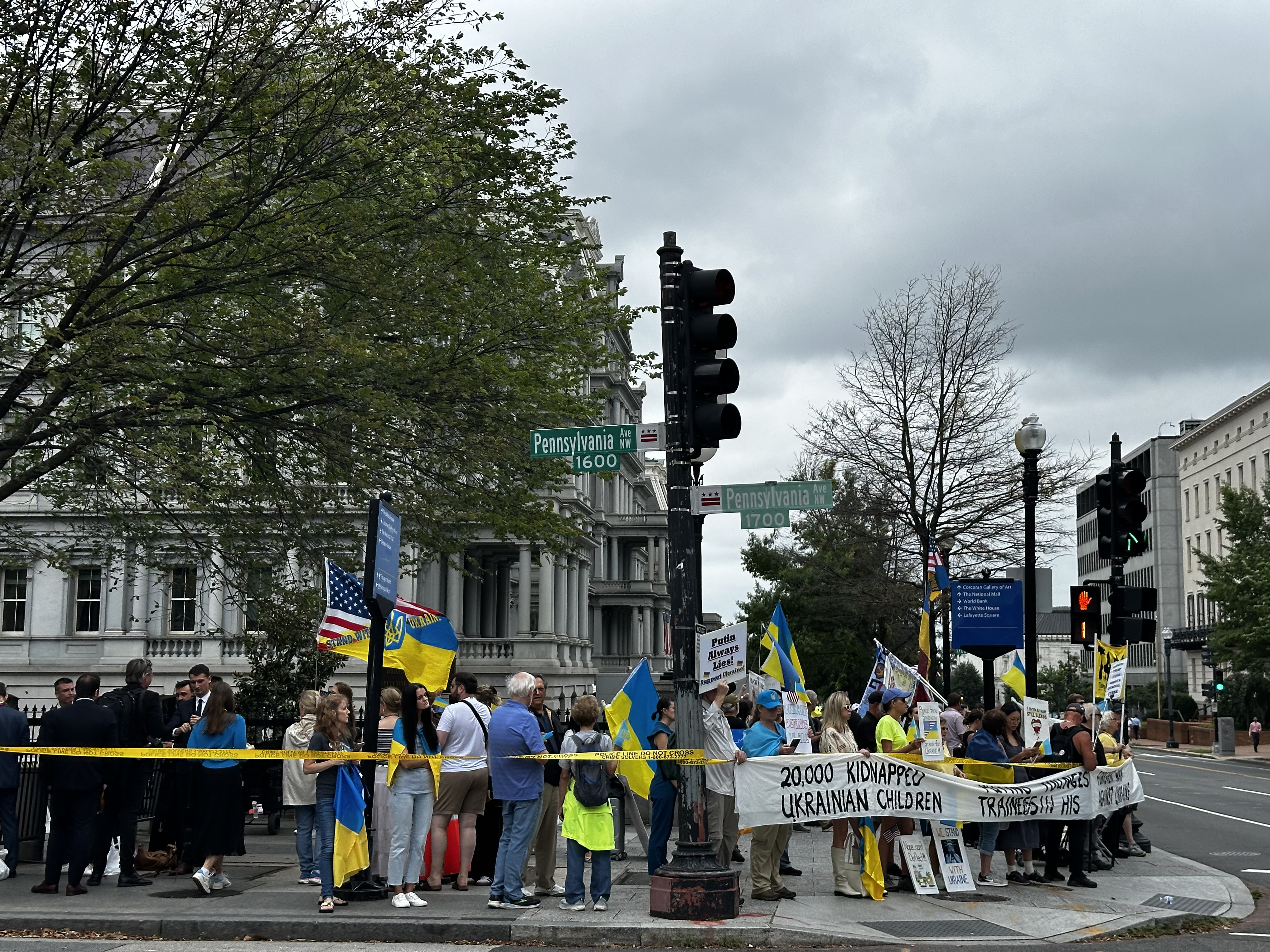
تظاهرکنندگان هوادار اوکراین پیش از نشست ترامپ و زلنسکی در مقابل کاخ سفید در ۱۸ اوت

پس از دیدار، ترامپ و روبیو احتمال افزایش تحریم‌ها علیه روسیه را کم‌اهمیت جلوه دادند.در ۱۷ اوت، ترامپ گفت که مسئولیت برقراری صلح بر عهده زلنسکی است، و در عین حال اظهار داشت که اوکراین نباید کریمه را پس بگیرد یا به ناتو بپیوندد. در ۱۸ اوت، تعداد زیادی از رهبران اروپایی برای آنچه بی‌بی‌سی آن را «نشست بحران جنگی اوت ۲۰۲۵ میان اروپا و کاخ سفید» خواند، به کاخ سفید آمدند.
نشست ترامپ و زلنسکی در کاخ سفید برای ۱۸ اوت برنامه‌ریزی شده بود. پیش از این نشست، رهبران اتحادیه اروپا با زلنسکی در سفارت اوکراین در واشینگتن دی‌سی دیدار کردند.

## پیشنهاد روسیه
خبرگزاری رویترز گزارش داد که پیشنهاد روسیه شامل موارد زیر بوده است:
- سرزمینی
  - خروج نیروهای اوکراینی از استان دونتسک (حدود ۶٬۶۰۰ کیلومتر مربع)
  - تثبیت خطوط مقدم در استان‌های خرسون و زاپوریژیا
  - خروج نیروهای روسی از استان‌های خارکیف و سومی (حدود ۴۰۰ کیلومتر مربع)

- دیپلماتیک
  - جلوگیری از پیوستن اوکراین به ناتو
  - به‌رسمیت شناختن الحاق کریمه به روسیه (نامشخص است که آیا این موضوع از کشورهای اروپایی نیز خواسته شده یا خیر)
  - لغو بخشی از تحریم‌ها علیه روسیه (نامشخص است که آیا این موضوع از کشورهای اروپایی نیز خواسته شده یا خیر)

- سایر موارد
  - اعطای وضعیت رسمی به زبان روسی در برخی یا تمام مناطق اوکراین
  - حق فعالیت آزادانه کلیسای ارتدکس روسیه در اوکراین